# Хагі (1944)
«Хагі» (Hagi, яп. 萩) — ескортний міноносець Імперського флоту Японії, який взяв участь у Другій світовій війні.

## Історія створення
Корабель, який став двадцять третім серед завершених ескортних есмінців типу «Мацу» (та п'ятим серед таких кораблів підтипу «Татібана»), був закладений 11 вересня 1944 року на верфі флоту в Йокосуці. Спущений на воду 27 листопада 1944, став до ладу 1 березня 1945 року.

## Історія служби
За весь час після завершення «Хагі» не полишав вод Японського архіпелагу, при цьому з 20 травня 1945-го корабель включили до 52-ї дивізії ескадрених міноносців. 24 липня під час ударів авіації по Куре корабель зазнав незначних пошкоджень.
Станом на момент капітуляції Японії «Хагі» перебував у все тому ж Куре. У жовтні 1945-го його виключили зі списків ВМФ та призначили для участі в репатріації японців (по завершенні війни з окупованих територій на Японські острови вивезли кілька мільйонів військовослужбовців та цивільних осіб японської національності).
16 липня 1947-го «Хагі» передали британцям, які пустили його на злам.